# Završje Podbelsko
Završje Podbelsko – wieś w Chorwacji, w żupanii varażdińskiej, w mieście Novi Marof. W 2011 roku liczyła 850 mieszkańców.